# Polizeiliches Handeln

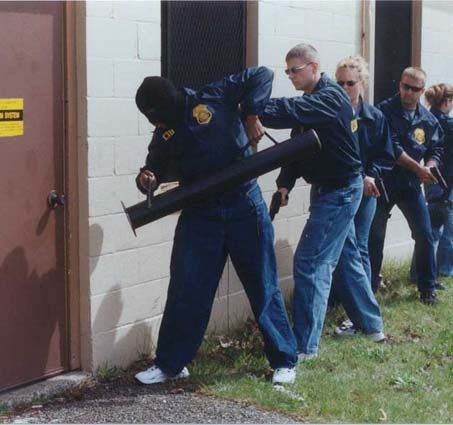
Die Militärpolizei US Army CID beim Aufbrechen einer Tür mit einer Ramme

Das Polizeiliche Handeln ist das in der Regel hoheitliche Tätigwerden von Polizeiangehörigen, die meist Polizeivollzugsbeamte sind.

## Grundlagen
Das hoheitliche Handeln (ein Einschreiten aufgrund des Gewaltmonopols des Staates) ist von rechtsstaatlichen Prinzipien geprägt. Rechtlich ist es durch das Polizei- und Ordnungsrecht normiert, sekundär auch durch das Strafverfahrensrecht inklusive bestimmter Vereinbarungen innerhalb der Strafverfolgungsbehörden, z. B. MiStra.
Mit dem Vollzug der Aufgaben sind überwiegend Polizeivollzugsbeamte befasst. Die nach den Landespolizeigesetzen und dem Strafverfahrensrecht übertragenen Aufgaben sind äußerst vielfältig und werden beispielsweise durch das Besondere Sicherheitsrecht sowie das Verwaltungsrecht weiter ergänzt.
Grundsätzlich umfassen sie Maßnahmen der Gefahrenabwehr (originäre Aufgabe der Polizei) und der Strafverfolgung. Zielt eine Maßnahme sowohl auf die Gefahrenabwehr als auch auf die Strafverfolgung zu, spricht man von einer doppelfunktionalen Maßnahme. Die Repression (Strafverfolgung) hat beim polizeilichen Handeln eindeutig eine große praktische Gewichtung, da sie tatsächlich einen großen Raum des polizeilichen Handelns ausmacht. Zum polizeilichen Handeln zählen auch Tätigkeiten im Verwaltungsrecht (Amtshilfe, Vollzugshilfe) sowie der Durchsetzung von Ortsrecht.
Während sich die Tätigkeiten der Gefahrenabwehr nach dem jeweiligen Landespolizeirecht richten, richten sich die Tätigkeiten der Strafverfolgung nach Bundesrecht (namentlich die Strafprozessordnung). Während bei gefahrenabwehrenden Maßnahmen das Primat des pflichtgemäßen Ermessens gilt, so ist bei der Strafverfolgung das Legalitätsprinzip Grundlage für die Einschreitschwelle. Weitere Richtlinien ergeben sich unter anderem aus Verwaltungsvorschriften, Erlassen, Rundschreiben, Weisungen und den Polizeidienstvorschriften. Wird beim Handeln das Eingriffsrecht angewandt, spricht man auch vom polizeilichen Einschreiten.
Das Handeln kann auf Mitteilungen von Bürgern oder auch von den Beamten selbst im Streifendienst initiiert werden. Man spricht von einem Polizeieinsatz, wenn die Polizei in der Öffentlichkeit tätig wird – taktisch spricht man von einer Lagebewältigung. Dabei werden meist Führungs- und Einsatzmittel wie  beispielsweise Einsatzfahrzeuge und Polizeifunk verwendet.
Praktisch jedes Handeln mit Außenwirkung muss schriftlich dokumentiert und berichtet werden, was einen großen Anteil der polizeilichen Arbeit ausmacht. Stehen Straftaten im Raum, gilt das Legalitätsprinzip. Hierbei müssen Strafanzeigen gefertigt werden. Wenn Haftgründe vorliegen, muss der Verdächtige entweder eine Sicherheitsleistung zahlen oder in Untersuchungshaft genommen werden.
Beispiele sind:
- Ermittlungen aller Art, z. B. strafverfolgend gemäß § 163 StPO
- Festnahmen gemäß § 127 Abs. 2 StPO
- Verhaftungen im Strafprozessrecht
- Verkehrskontrollen gemäß § 36 Abs. 5 StVO

Eine Besonderheit ist die Durchsetzung von Maßnahmen mittels unmittelbaren Zwanges (Gewalt), sofern sie rechtmäßig und verhältnismäßig ist. Wie jedes Verwaltungshandeln ist das polizeiliche Handeln per Klageerhebung in der Verwaltungsgerichtsbarkeit überprüfbar. Das polizeiliche Handeln ist jedoch nach § 80 Abs. 2 Satz 1 Nr. 2 VwGO unaufschiebbar (es können vor Abschluss der Maßnahme keine Rechtsmittel gegen eine Maßnahme eingelegt werden).

## Praxis
Ein Großteil des polizeilichen Handelns basiert auf einem Polizeieinsatz (im Außendienst), die in verschiedene Polizeieinsatzarten aufgegliedert sind.
Das Handeln der Polizei wird mit dem Einsatzverhalten beschrieben; für bestimmte Handlungen gibt es besondere Maximen, z. B. die Festnahmetechnik bei Festnahmen oder der Waffengebrauch. Bei der Strafverfolgung sind zum Teil auch Kenntnisse der Kriminalistik notwendig, um eine Tat aufzuklären oder einen Täter zu ermitteln. An Tatorten wird der Erste Angriff vorgenommen, dies ist eine Sachbehandlung im Rahmen eines Ermittlungsverfahrens. Beim Umgang mit Menschen ist viel Menschenkenntnis und Kommunikationsfähigkeit notwendig. Zu den Grundsätzen polizeilichen Einschreitens zählen u. a. die Verhältnismäßigkeit, der Bestimmtheitsgrundsatz und das rechtmäßige Handeln.
Die Grenzkontrolle ist eine polizeiliche Tätigkeit an internationalen Grenzen. Bei Vernehmungen werden Vernehmungstaktiken angewandt (die Taktik Guter Bulle, böser Bulle ist in Deutschland unzulässig).
Es gibt weitere Tätigkeiten, die jedoch nicht mit Einsätzen verbunden sind, wie zum Beispiel die Kriminalprävention, die Öffentlichkeitsarbeit und der Verkehrsunterricht.
Stark vereinfachtes Beispiel für das polizeiliche Handeln im Rahmen eines Polizeieinsatzes bezüglich einer soeben begangenen Körperverletzung: Anforderung des Rettungsdienstes, sofortiges Suchen von Beschuldigten und Zeugen (Personenfahndung), Festnahme des Täters, Vernehmung von Beschuldigten und Zeugen, Einholung eines Strafantrages und der Entbindung der ärztlichen Schweigepflicht, Fertigung von Lichtbildern, interne Dokumentation (z. B. Tagebuch), Fertigung einer Strafanzeige, kriminalpolizeiliche Ermittlungen und Abverfügung an die Staatsanwaltschaft.
Polizeiliches Handeln im Einsatz umfasst folgende Gesichtspunkte: Rechtliche Lage, taktisches Vorgehen und psychologische Situation. Polizeiliches Handeln im Recht umfasst folgende Gesichtspunkte: Anordnung einer Maßnahme, Durchführung einer Maßnahme, Gefahr in Verzug, Status des Beamten, u.g. Grundsätze usw. usf.
Bei vielen Maßnahmen, die aufgrund der StPO getroffen werden, ist es auch von Belang, ob der
- Anordnende Polizeivollzugsbeamter ist oder nicht (Dienstanfänger ohne Laufbahnprüfung und Eingangsamt)
- Durchführende Polizeivollzugsbeamter ist oder nicht (Dienstanfänger ohne Laufbahnprüfung und Eingangsamt)
- Anordnende Polizeivollzugsbeamte eine Ermittlungsperson der Staatsanwaltschaft ist oder nicht (Dienstanfänger ohne Laufbahnprüfung und Eingangsamt)
- Durchführende Polizeivollzugsbeamte eine Ermittlungsperson der Staatsanwaltschaft oder nicht (Dienstanfänger ohne Laufbahnprüfung und Eingangsamt)

## Grundsätze
Grundsätze des polizeilichen Handelns sind unter anderem:
- das Vorliegen der Notwendigkeit (pflichtgemäßes Ermessen, Unaufschiebbarkeit)
- die geringste Beeinträchtigung (mildestes Mittel)
- die Verhältnismäßigkeit (kein zu großer Nachteil für den Betroffenen in Bezug auf die Ursache bzw. den Zweck der Maßnahme; ein Widerstreit des Beamten, der teilweise in Sekundenschnelle abgewogen werden muss)
- der Bestimmtheit (Adressat muss erkennen können, dass er gemeint ist und was die Polizei beabsichtigt)
- die Wahrung des Möglichen (nichts Unmögliches verlangen)
- die Wahrung des Zulässigen (die Befolgung von Anordnungen und Weisungen darf keine rechtswidrigen Taten verlangen oder gegen gute Sitten verstoßen)
- die rechtzeitige Beendigung

## Verwaltungshandeln
Ein anderes – begrifflich weiter gefasstes – polizeiliches Handeln sind Verwaltungstätigkeiten der Polizei, z. B. das Berichtswesen oder das Führen von Statistiken. Grundlage für das Verwaltungshandeln ist hier meist eher das Verwaltungsrecht als das Eingriffsrecht.
Das Verwaltungshandeln unterscheidet sich vom polizeilichen Handeln durch die weniger Eingriffsrechte und geringere Brisanz (Eilbedürftigkeit, schnelles Handeln) sowie die angesprochene Unaufschiebbarkeit beim Vollzug.
In bestimmten Bereichen ist die Polizei auch eine Verwaltungsbehörde, z. B. Fahrzeugverwahrung, Personalverwaltung.